# Musée des transports de l'armée
Le musée des transports de l'armée (en anglais : Museum of Army Transport) était un musée rassemblant des véhicules de l'armée de terre britannique à Beverley (Royaume-Uni), dans le Yorkshire de l'Est, en Angleterre. Il n'a pas connu le succès commercial, est passé dans le public, avant d'être fermé à l'été 2003. Ses collections ont été transférées au National Army Museum.